# Club Uruguay
El Club Uruguay es un edificio ubicado en la Peatonal Sarandí 584, al sur de la Plaza Matriz en el barrio Ciudad Vieja en Montevideo, Uruguay. 
Se construyó entre 1886 y 1888. En 1885 se hicieron planes para la construcción provientes del ingeniero italiano Luigi Andreoni. La arquitectura simétrica del edificio es del eclecticismo y contiene dos referencias al Renacimiento, el Manierismo y el Barroco. Cuenta con una planta baja y 2 plantas altas, ocupa una superficie de 1057m². Actualmente es utilizada con fines comerciales y como sede de una asociación civil. Es Monumento Histórico Nacional de Uruguay desde 1976.

## Galería

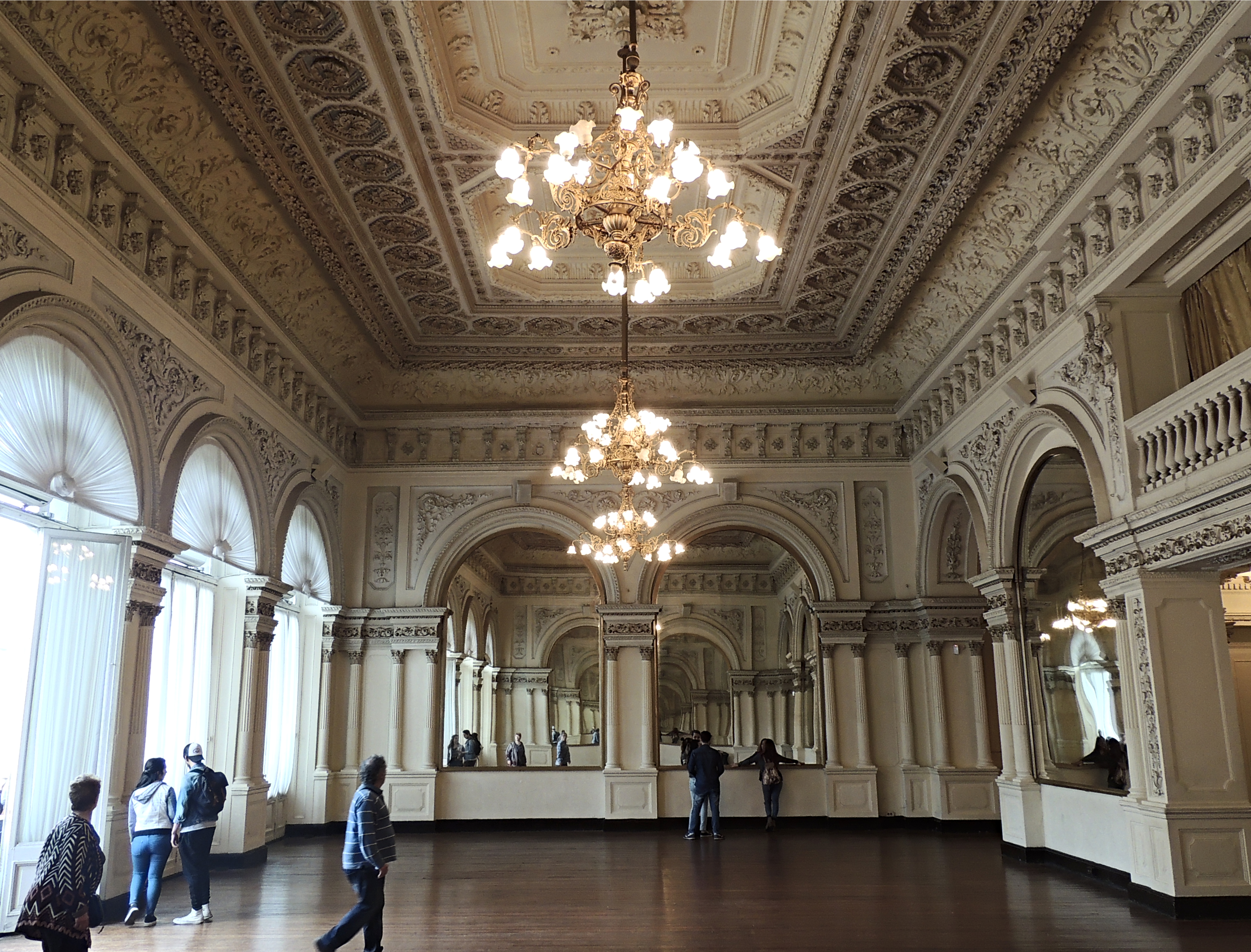
Salón principal en 2017.
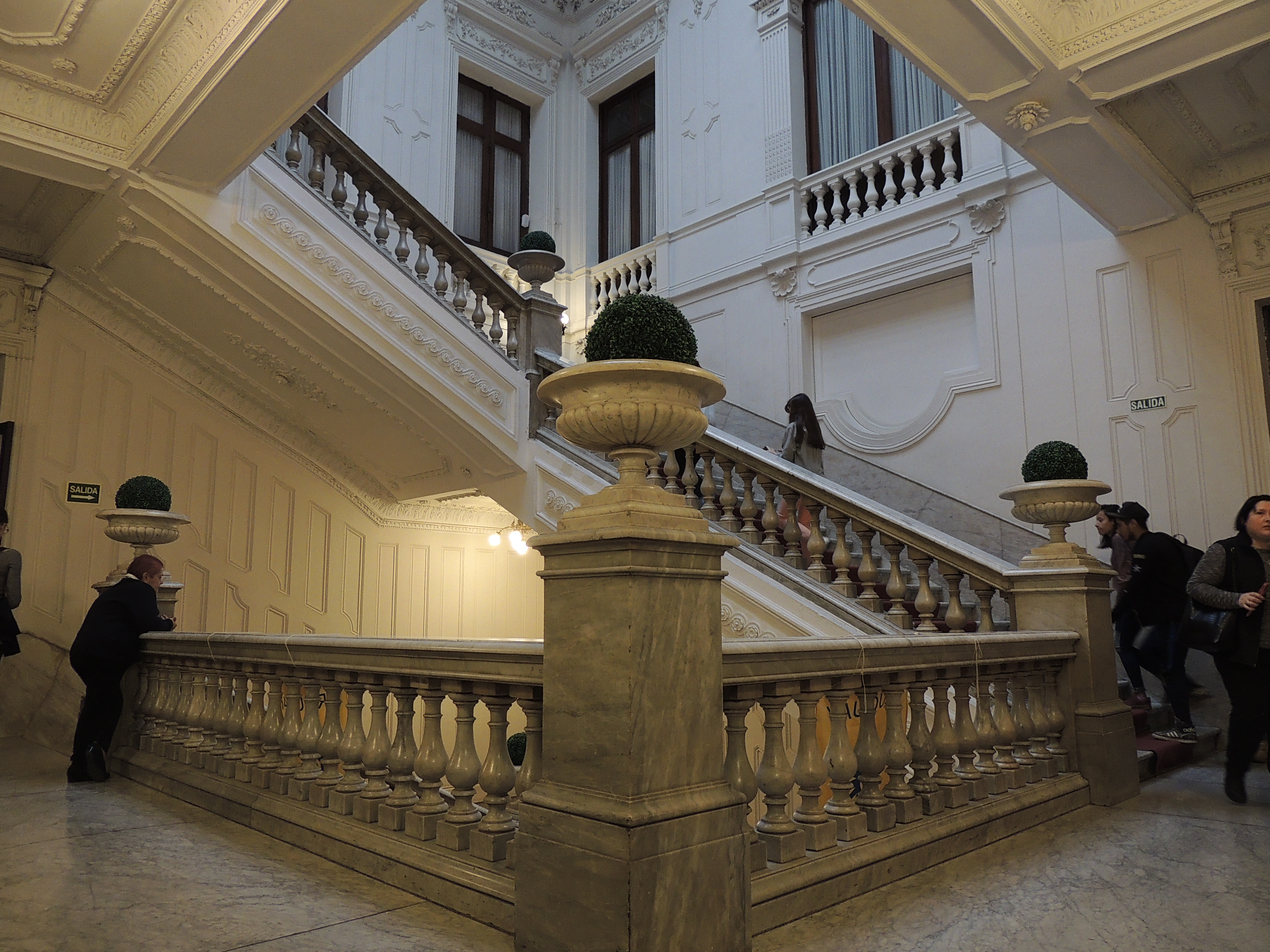
Escalinatas en 2017.
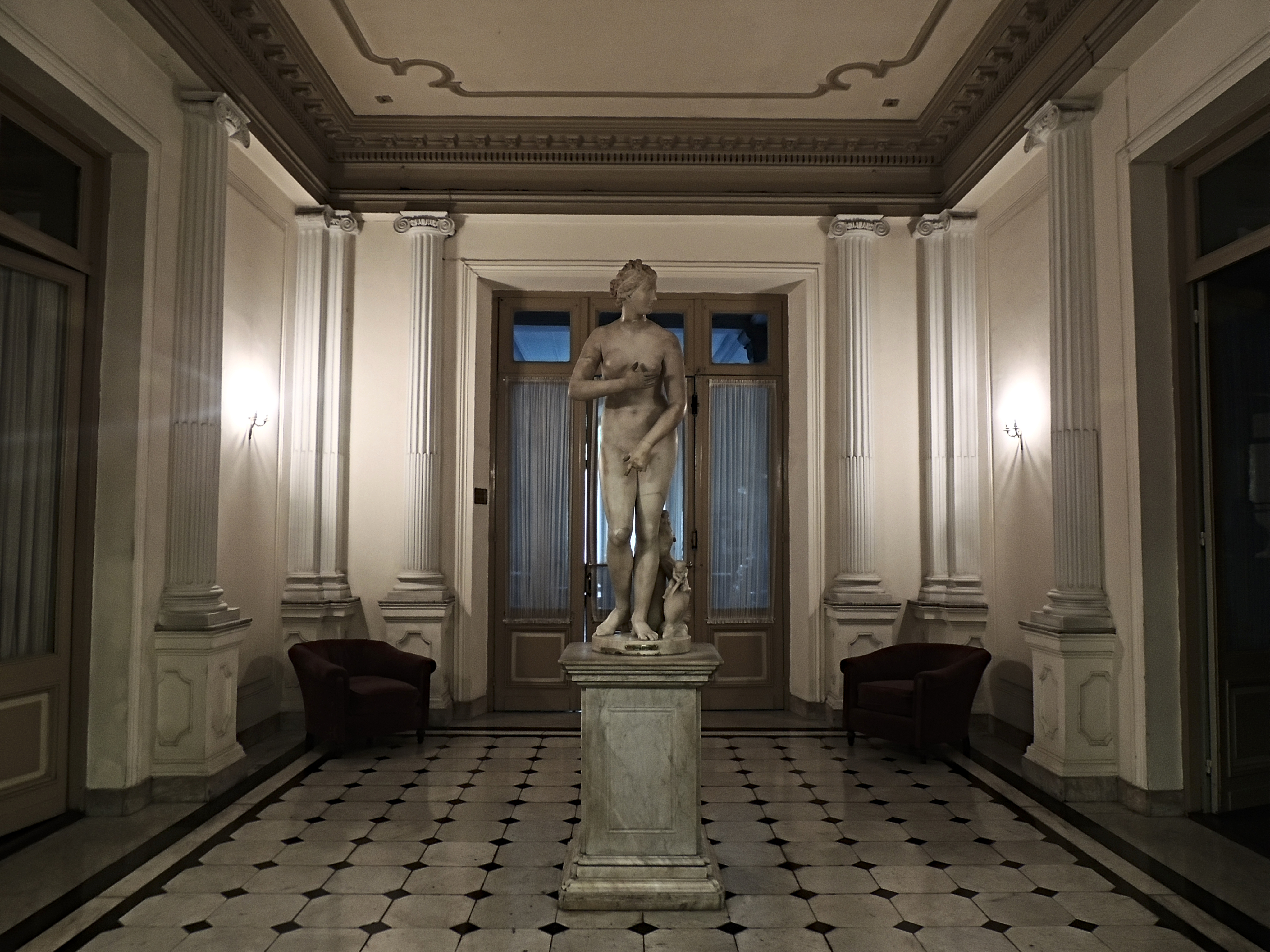
Reproducción en mármol de la Venus Capitolina en 2017.

## Literatura
- Guía Arquitectónica y Urbanística de Montevideo. Intendencia Municipal de Montevideo u. a., Montevideo u. a. 2008, ISBN 978-9974-600-26-3, S. 35, 115.